# 7596 Yumi
7596 Yumi (1993 GH) là một tiểu hành tinh vành đai chính được phát hiện ngày 10 tháng 4 năm 1993 bởi K. Endate và K. Watanabe ở Kitami.